# Jim Davis (cestista)
James William Davis, detto Jim (Muncie, 18 dicembre 1941 – Windsor, 27 dicembre 2018), è stato un cestista e allenatore di pallacanestro statunitense, professionista nella NBA.

## Carriera
Venne selezionato dai Detroit Pistons al quarto giro del Draft NBA 1964 (29ª scelta assoluta).